# Eduard Friedrich Weber
Eduard Friedrich Weber   (Wittenberg, 6 de març de 1806 - Leipzig, 18 de maig de 1871) va ser un fisiòleg i anatomista alemany.
Va estudiar medicina a la Universitat de Halle i el 1829 va obtenir el seu títol amb el treball Disquisitio anatomica uteri et ovariorum puellae septimo a conceptione die defunctae. El 1838 va obtenir l'habilitació en anatomia amb el treball Quaestiones physiologicae de phenomenis galvano-magneticis in corpore humano observatis.
Acabada la carrera de medicina, va practicar la medicina general a la clínica de Krukenberg, i després a Naumburg i a Göttingen. En aquesta última ciutat, juntament amb el seu germà Wilhelm Eduard Weber, físic, va escriure Mechanik der menschlichen Werkzeuge (Göttingen, 1836). Aquest llibre presentava un enfocament interdisciplinari per explicar la manera de caminar i de córrer dels humans
El 1836 va començar a treballar com a prosector a l'Institut Anatòmic de Leipzig i de 1838 a 1847 com a docent d'anatomia a la Facultat de Medicina de la Universitat de Leipzig, de la qual va ser professor associat de 1847 fins a la seva mort.
Va escriure diverses obres sobre anatomia i fisiologia; entre elles destaca el tractat sobre el moviment dels músculs (Muskelbewegung), que és un treball de referència publicat en el Handwörterbuch der Physiologie (Manual de fisiologia) de Rudolph Wagner.